# Вулкан (Румыния)
Вулкан (рум. Vulcan, бывшее название Jiu-Vaidei-Vulcan) — город в Румынии, в жудеце Хунедоара. С населением в 22 906 человек (по состоянию на 2011 год) является вторым по величине городом в регионе Jiu Valley. В декабре 2003 года получил статус муниципалитета. Административно к городу относятся два посёлка: Dealul Babii (рум. Hegyvulkán, «холм старой женщины») и Jiu-Paroșeni (Zsilymacesdparoseny). Назван по одноимённому перевалу, соединяющему Jiu Valley с областью Олтения, и является производным от «vlk», что означает «волк», несмотря на то, что «volcano» по-румынски означает «вулкан».
В 1788 году в регионе были открыты угольные залежи, во время защиты австрийским генералом Ландау Вулкана от оттоманских тюрков. Однажды ночью солдаты не смогли потушить разведённый костёр из-за загоревшегося под ним угля. Генерал посчитал, что сможет остановить тюрков без боя, разведя огонь в кучах угля. Тюрки заметили на холмах большое число мест с огнём и отступили, подумав, что австрийская армия намного больше, чем казалось ранее.
В 1850 году братьями Хоффман из Брашова была открыта первая угольная шахта.

## Население
- румыны — 92,91%
- венгры — 5,13%
- цыгане — 1,41%
- этнические немцы — 0,2%

Этнический состав муниципалитета Вулкан
 румыны (87,95 %) венгры (4,78 %) неизвестно (5,62 %) прочие нации (0,31 %)
По переписи 2011 года население муниципалитета Вулкан составляло 24 160 жителей, тогда как при предыдущей переписи в 2002 году насчитывалось 29 740 человек. Большинство жителей являются румынами (87,96%). Основные меньшинства составляют венгры (4,78%) и цыгане (1,33%). В 5,62% населения этническая принадлежность не известна. Исповедуемая религия у большинства жителей — православие (79,24%), также присутствуют католики (6,26%), реформаторы (2,93%), пятидесятники (2,26%) и свидетели Иеговы (1,19%). У 5,92% религия не указана.
 православные (79,24 %) католики (6,26 %) реформаторы (2,92 %) пятидесятники (2,25 %) свидетели Иеговы (1,18 %) неизвестно (5,91 %) прочие религии (2,2 %)

## Известные персоны
- Ernő Csíki[англ.] — венгерский энтомолог;
- Andrej Prean Nagy[англ.] — венгерский футболист и тренер;
- Ștefan Onisie[англ.] — румынский футболист.